# Braid (группа)
Braid — американская эмо-группа из Шампейна, штат Иллинойс, образованная в 1993 году. После нескольких ранних изменений состава группа в конечном итоге остановилась на Бобе Нанне на гитаре и вокале, Тодде Белле на басу, Крисе Броаче на гитаре и вокале и Рое Юинге на барабанах, пока в 1997 году его не заменил новый барабанщик Дэймон Аткинсон.
В 1998 году группа выпустила свой третий альбом Frame & Canvas, получивший признание критиков и считающийся неотъемлемой частью эмо-движения конца 1990-х годов. Несмотря на успех Frame & Canvas, Braid распалась в 1999 году. Нанна, Белл и Аткинсон сформировали более мелодичную группу Hey Mercedes, в то время как Броач посвятил больше времени The Firebird Band, которая ранее была сайд-проектом.
Группа воссоединилась вскоре с июня по август 2004 года, прежде чем снова распалась. В 2011 году Braid воссоединились окончательно, отыграв 600-й концерт и выпустив новый альбом No Coast.

## Характеристики
Стиль
Музыку Braid описывают как постхардкор, постпанк, панк-рок, эмо, мидвест-эмо, и мат-рок. Braid упоминают многочисленные группы, оказавшие на них влияние, включая Gauge, Shudder to Think, Fugazi, Jawbreaker, Jawbox, Samiam, Hoover и Indian Summer.
Braid известны тем, что устраивают энергичные живые выступления. Фронтмен The Get Up Kids Мэтт Прайор описал их стиль исполнения как «энергетический, но это недооценка. Они пришли из школы панк-исполнения Fugazi. Много прыжков, приземлений в странных местах. Большое пренебрежение безопасностью своего тела».

## Дискография
Смотри статью «Дискография Braid» в англ. разделе.
- Frankie Welfare Boy Age 5 (1995)
- The Age of Octeen (1996)
- Frame & Canvas (1998)
- No Coast (2014)